# دياز رايت
دياز رايت (بالإنجليزية: Diaz Wright)‏ هو لاعب كرة قدم بريطاني في مركز الوسط، ولد في 22 فبراير 1998 في غرينتش في المملكة المتحدة. لعب مع كولتشستر يونايتد.

## وصلات خارجية
- دياز رايت على موقع قاعدة بيانات كرة القدم.إي يو (الإنجليزية)
- دياز رايت على موقع Soccerbase.com (لاعب) (الإنجليزية)
- دياز رايت على موقع Soccerway.com (الإنجليزية)